# Двајт (Илиноис)
Двајт (енгл. Dwight) град је у америчкој савезној држави Илиноис.

## Демографија
По попису из 2010. године број становника је 4.260, што је 103 (-2,4%) становника мање него 2000. године.
| Група             | 2000.         | 2010.         |
| Белци             | 4.164 (95,4%) | 4.032 (94,6%) |
| Афроамериканци    | 40 (0,9%)     | 36 (0,8%)     |
| Азијати           | 11 (0,3%)     | 21 (0,5%)     |
| Хиспаноамериканци | 122 (2,8%)    | 140 (3,3%)    |
| Укупно            | 4.363         | 4.260         |